# Огюст-Мішель Леві
Огюст-Мішель Леві (фр. Auguste Michel Lévy 7 серпня 1844, Париж, — 24 вересня 1911, Париж) — французький петрограф, член французької АН (1896).

Один з перших у петрографії застосував поляризаційний мікроскоп для детального дослідження гірських порід. Разом з Фердинандом Андре Фуке склав звід оптичних властивостей мінералів. Експериментально довів можливість кристалізації породотвірних мінералів з сухого розплаву. Вивчав структуру мінералів та магми.